# Clara Bow
Clara Gordon Bow (ur. 29 lipca 1905 w Nowym Jorku, zm. 27 września 1965 w Los Angeles) – amerykańska aktorka filmowa, ikona kina niemego i symbol seksu kinematografii lat 20. XX wieku.

## Filmografia

### Filmy fabularne
- 1933: Hoop-La(inne języki) jako Lou

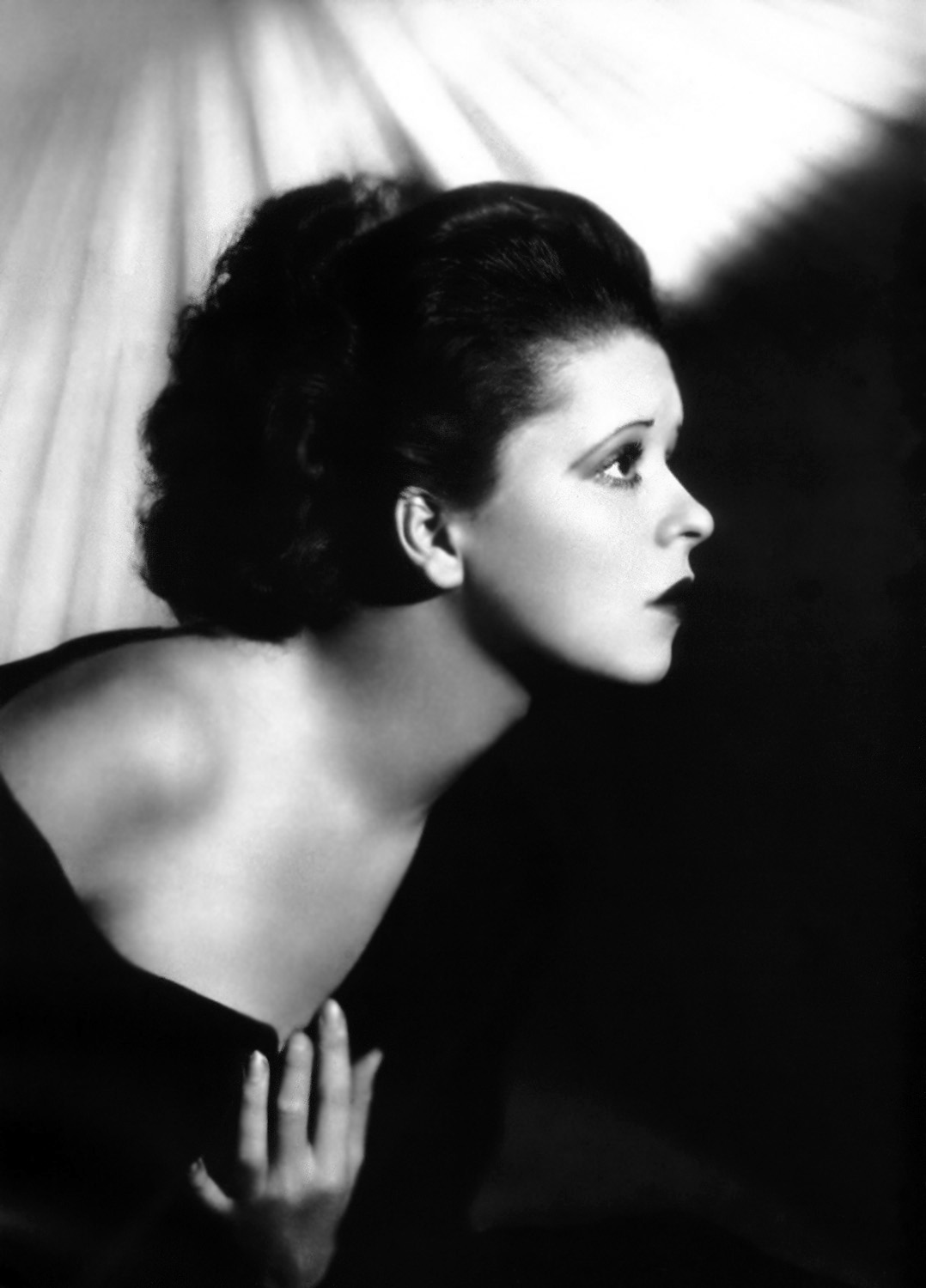
Clara Bow (1927)

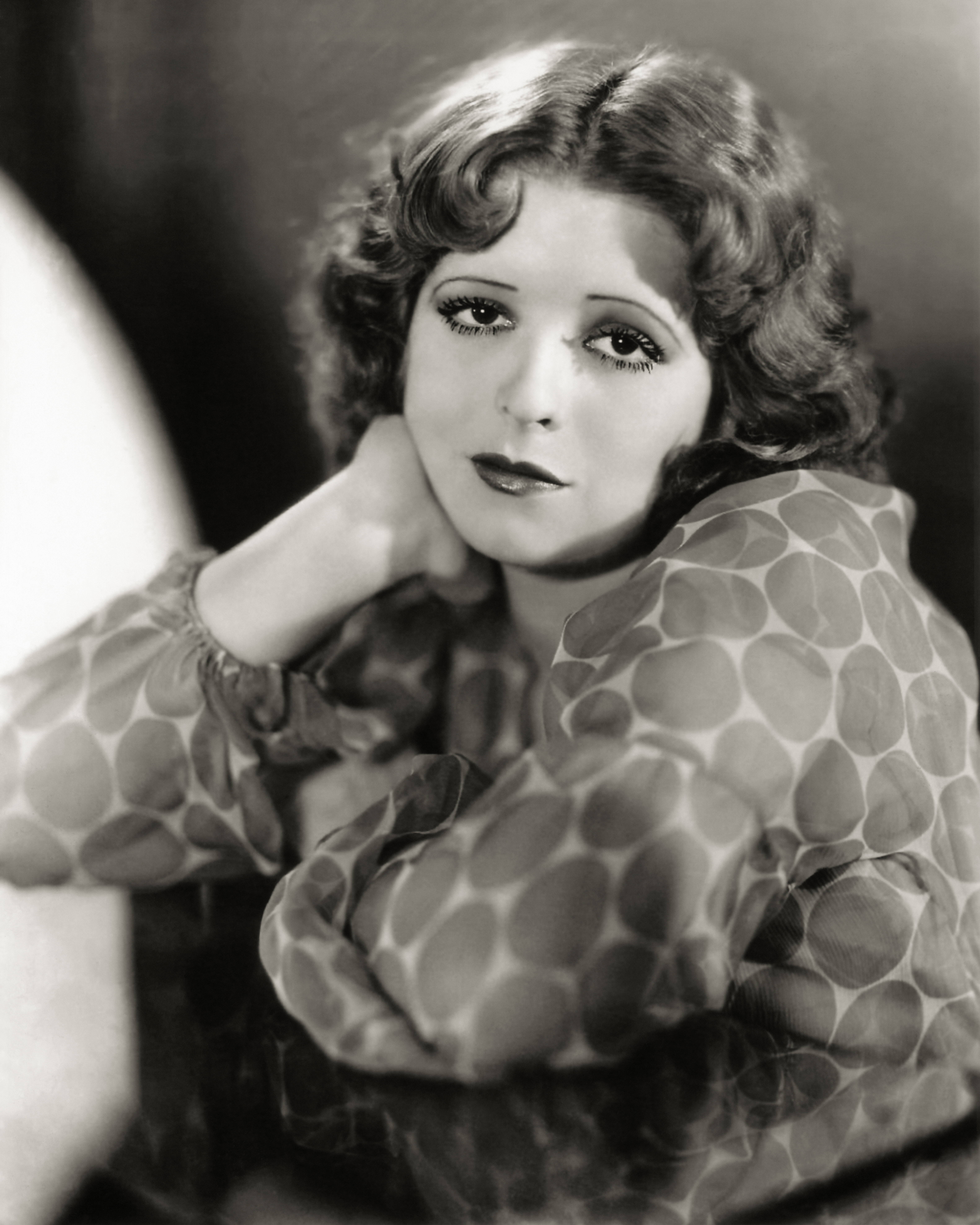
Clara Bow (1932)

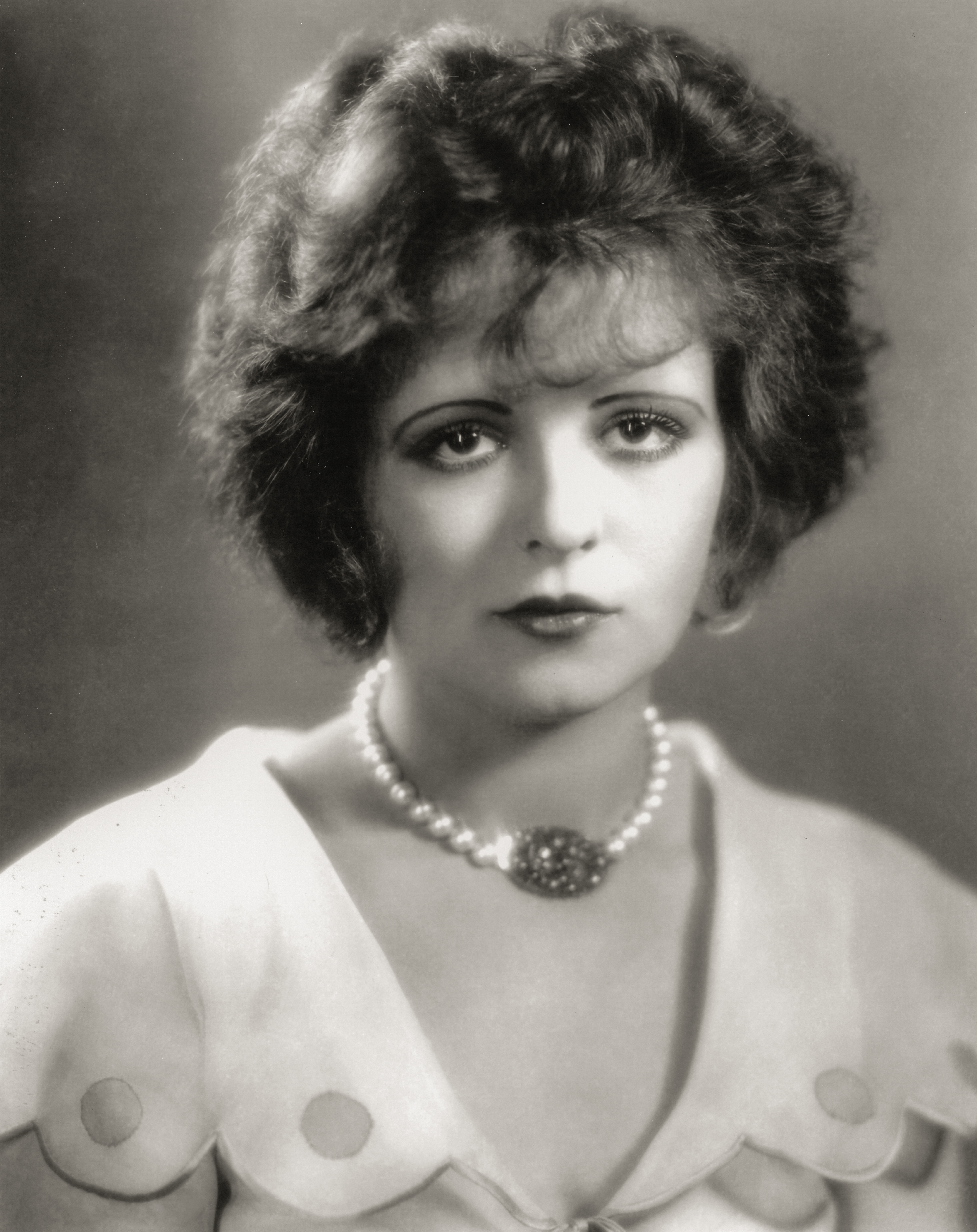
Clara Bow (lata 20. lub 30.)

- 1932: Call Her Savage(inne języki) jako Nasa "Dynamite" Springer
- 1931: Kick In(inne języki) jako Molly Hewes
- 1931: No Limit(inne języki) jako Helen "Bunny" O'Day
- 1930: Her Wedding Night(inne języki) jako Norma Martin
- 1930: Love Among the Millionaires(inne języki) jako Pepper Whipple
- 1930: True to the Navy(inne języki) jako Ruby Nolan
- 1929: The Saturday Night Kid(inne języki) jako Mayme
- 1929: Dangerous Curves(inne języki) jako Pat Delaney
- 1929: The Wild Party(inne języki) jako Stella Ames
- 1928: Three Weekends(inne języki) jako Gladys O'Brien
- 1928: The Fleet's In(inne języki) jako Trixie Deane
- 1928: Ladies of the Mob(inne języki) jako Yvonne
- 1928: Red Hair(inne języki) jako Bubbles McCoy
- 1927: Get Your Man(inne języki) jako Nancy Worthington
- 1927: Hula jako Hula Calhoun
- 1927: Skrzydła jako Mary Preston
- 1927: Rough House Rosie(inne języki) jako Rosie O'Reilly
- 1927: Children of Divorce(inne języki) jako Kitty Flanders
- 1927: It(inne języki) jako Betty Lou Spence
- 1926: Kid Boots(inne języki) jako Clara McCoy
- 1926: Mantrap(inne języki) jako Alverna
- 1926: The Runaway(inne języki) jako Cynthia Meade
- 1926: Dancing Mothers(inne języki) jako Kittens Westcourt
- 1926: Two Can Play(inne języki) jako Dorothy Hammis
- 1926: Shadow of the Law(inne języki) jako Mary Brophy
- 1926: Dance Madness(inne języki)
- 1925: My Lady of Whims(inne języki) jako Prudence Severn
- 1925: The Ancient Mariner(inne języki) jako Doris
- 1925: The Plastic Age(inne języki) jako Cynthia Day
- 1925: The Best Bad Man(inne języki) jako Peggy Swain
- 1925: Free to Love(inne języki) jako Marie Anthony
- 1925: The Primrose Path(inne języki) jako Marilyn Merrill
- 1925: The Keeper of the Bees(inne języki) jako Lolly Cameron
- 1925: Kiss Me Again(inne języki) jako Grizette
- 1925: Parisian Love(inne języki) jako Marie
- 1925: My Lady's Lips(inne języki) jako Lola Lombard
- 1925: The Scarlet West(inne języki) jako Miriam
- 1925: The Lawful Cheater(inne języki) jako Molly Burns
- 1925: Eve's Lover(inne języki) jako Rena D'Arcy
- 1925: The Adventurous Sex(inne języki) jako The Girl
- 1925: Capital Punishment jako Delia Tate
- 1924: Black Lightning(inne języki) jako Martha Larned
- 1924: This Woman(inne języki) jako Aline Sturdevant
- 1924: Helen's Babies(inne języki) jako Alice Mayton
- 1924: Empty Hearts(inne języki) jako Rosalie
- 1924: Wine(inne języki) jako Angela Warriner
- 1924: Daughters of Pleasure(inne języki) jako Lila Millas
- 1924: Poisoned Paradise(inne języki) jako Margot LeBlanc
- 1924: Grit(inne języki) jako Orchid McGonigle
- 1923: Black Oxen(inne języki) jako Janet Ogelthorpe
- 1923: Maytime(inne języki) jako Alice Tremaine
- 1923: The Daring Years(inne języki) jako Mary
- 1923: Enemies of Women(inne języki) (Wrogowie kobiet) jako dziewczyna tańcząca na stole
- 1922: Down to the Sea in Ships(inne języki) jako "Dot" Morgan
- 1922: Beyond the Rainbow(inne języki) jako Virginia Gardener

### Krótkometrażowe
- 1958: Screen Snapshots Series 35, No. 4(inne języki) jako ona sama
- 1949: Screen Snapshots 1860: Howdy, Podner(inne języki) jako ona sama
- 1940: Screen Snapshots Series 20, No. 1(inne języki) jako ona sama
- 1923: The Pill Pounder(inne języki)